# Marcus Kink
Marcus Kink (Düsseldorf, 13 gennaio 1985) è un hockeista su ghiaccio tedesco.

## Palmarès

### Olimpiadi invernali
- 1 medaglia:
  - 1 argento (Pyeongchang 2018)